# Гвардія Душанбе (футбольний клуб)
Футбольний клуб «Гвардія Душанбе» або просто «Гвардія Душанбе» — таджицький професіональний футбольний клуб з міста Душанбе.

## Історія
Футбольний клуб «Гвардія Душанбе» було засновано в місті Душанбе. У 2007—2009 та 2011—2012 роках виступав у Вищій лізі чемпіонату Таджикистану. Найкращим результатом у Вищій лізі є 9-те місце, яке команда посіла в 2008 та 2009 років. У 2012 році команда посіла 12-те місце та вибула до Першої ліги.

## Досягнення
- Чемпіонат Таджикистану
  - 9-те місце (2): 2008, 2009.

- Кубок Таджикистану
  - 1/2 фіналу (1): 2012.

## Статистика виступів у національних турнірах
| Сезон | Ліга | Ліга  | Ліга | Ліга | Ліга | Ліга | Ліга | Ліга | Ліга | Кубок Таджикистану | Бомбардир | Бомбардир | Тренер         |
| Сезон | Див. | Міс.  | Іг.  | В    | Н    | П    | ЗМ   | ПМ   | О    | Кубок Таджикистану | Ім'я      | В лізі    | Тренер         |
| ----- | ---- | ----- | ---- | ---- | ---- | ---- | ---- | ---- | ---- | ------------------ | --------- | --------- | -------------- |
| 2007  | 1-ий | 10-те | 20   | 1    | 3    | 16   | 13   | 52   | 6    | 1/8 фіналу         |           |           |                |
| 2008  | 1-ий | 9-те  | 40   | 7    | 7    | 26   | 34   | 82   | 28   | 1/8 фіналу         |           |           |                |
| 2009  | 1-ий | 9-те  | 18   | 2    | 2    | 14   | 10   | 55   | 8    | 1/8 фіналу         |           |           |                |
| 2011  | 1-ий | 11-те | 40   | 3    | 3    | 34   | 32   | 151  | 12   |                    |           |           |                |
| 2012  | 1-ий | 12-те | 24   | 4    | 0    | 20   | 18   | 72   | 12   | 1/2 фіналу         |           |           | Сергій Капуста |